# Quattro in amore
Quattro in amore  (Los Pérez-Gil) è una serie televisiva peruviana in 21 episodi trasmessi per la prima volta nel 1984. È ispirata ad una sitcom argentina trasmessa negli anni 70, Gorosito y señora.
È una classica sitcom familiare incentrata sulle vicende della famiglia Pérez composta dal capofamiglia Alejandro, da sua moglie Susanna e dalla figlia Lilly. A questi si aggiunge il cane di famiglia Huesito.

## Personaggi e interpreti
- Alejandro, interpretato da Gianfranco Brero.
- Susanna, interpretata da Regina Alcóver.
- Lilly, interpretato da Liz Ureta.
- Enrique Urrutia

## Distribuzione
La serie fu trasmessa in Perù nel 1984 sulla rete televisiva Panamericana Televisión. In Italia è stata trasmessa con il titolo Quattro in amore.